# Engelbert Wrobel

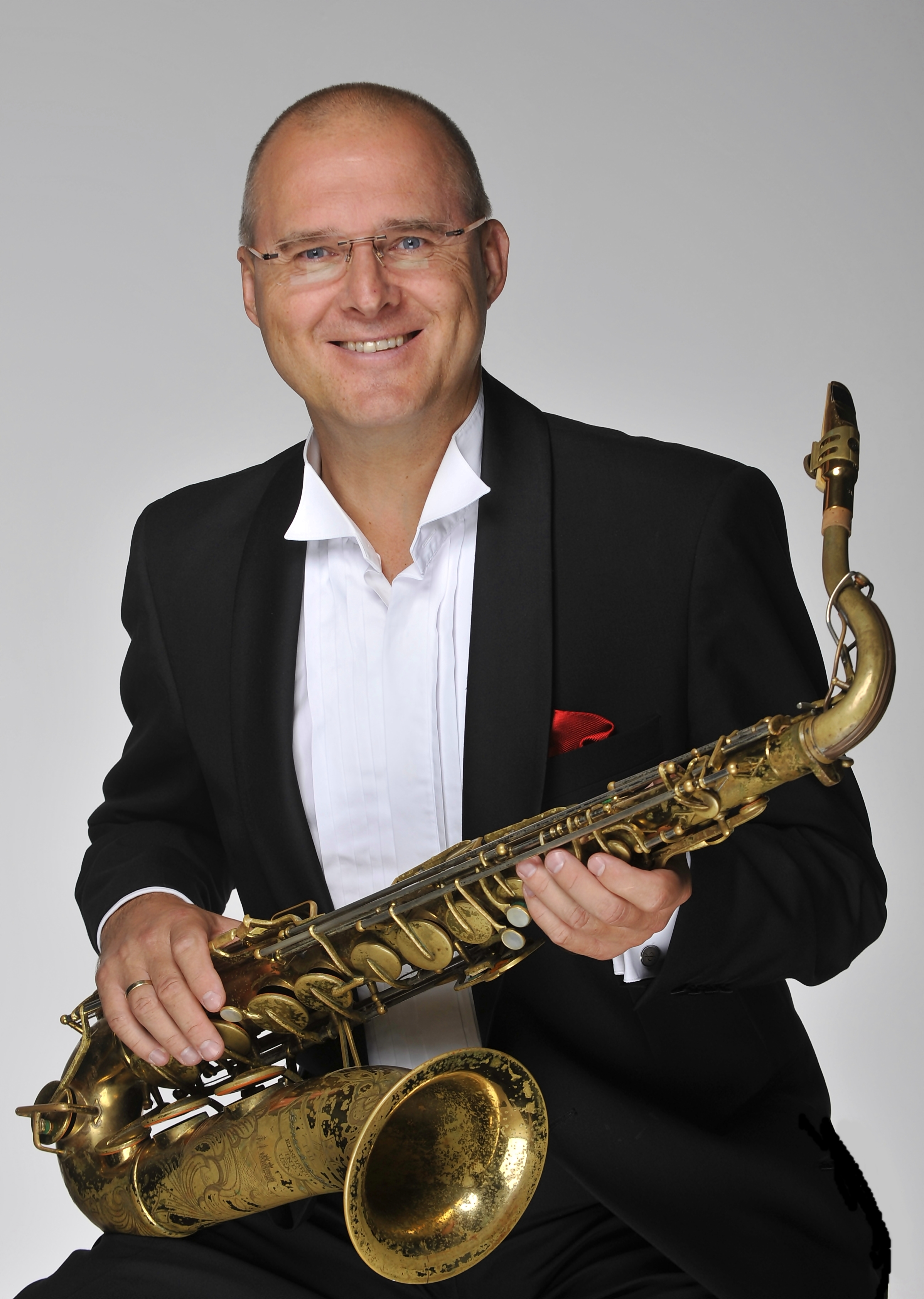
Engelbert Wrobel

Engelbert Wrobel (* 19. November 1959 in Dormagen) ist ein deutscher Musiker des traditionellen Jazz sowie Bandleader. Er spielt Klarinette, Sopran-, Alt- und Tenorsaxophon.
Wrobel wuchs in Abenden in der Eifel (Kreis Düren) auf und erhielt Klarinettenunterricht zuerst bei seinem Vater. Zunächst spielte er im örtlichen Blasorchester. Mit 10 Jahren kam es zum ersten Auftritt als Büttenredner im Karneval. Mit sechzehn Jahren gewann er mit seinen Happy Jazzmen einen ersten Preis bei Jugend jazzt. 
Bereits während seines Studiums der klassischen Klarinette an der Robert Schumann Hochschule Düsseldorf wurde er 1986 Mitglied von Rod Masons Hot Five, mit der er mehr als drei Jahre durch Europa tourte. 1989 gründete er mit der Swing Society seine eigene Band, die seit 1998 auch mit Hazy Osterwald kooperierte. Daneben ist er auch in Projekten wie den Three Tenors of Swing (mit den Saxophonkollegen Antti Sarpila und Frank Roberscheuten) aktiv und tritt als Benny-Goodman-Solist im King of Swing Orchestra sowie mit dem Trio von Frank Muschalle auf. Wrobel spielte im Laufe seiner Karriere mit Musikern wie Clark Terry, Harry Sweets Edison, Louis Bellson, Doc Cheatham, Chris Barber, Charly Antolini oder Greetje Kauffeld.

## Diskographie (Auswahl)
- Swing Society: Sophisticated Swing featuring Dan Barrett (2001)
- Engelbert Wrobel's Hot Jazz 3 Meets Bob Barnard (2002)
- Engelbert Wrobel´s Swing Society: Live im Kulturhaus Kornwestheim (2004)
- Swing Society feat. Antti Sarpila, Frank Roberscheuten: The Three Tenors of Swing (2006)
- International Hot Jazz Quartet: Havin´ a Ball (2010, mit Duke Heitger, Paolo Alderighi, Oliver Mewes)
- Engelbert Wrobel´s Swing Society: 20 Years (2010)
- Three Tenors of Swing: On Stage (Click Records 2013, mit Antti Sarpila, Frank Roberscheuten, Chris Hopkins, Rolf Marx, Ingmar Heller, Oliver Mewes)
- Engelbert Wrobel, Nicki Parrott, Paolo Alderighi und Stephanie Trick: From Joplin to Jobim (Foxtrott 2015)